# 夢のあとさき
『夢のあとさき』（ゆめのあとさき）は、一条ゆかりによる日本の漫画作品。
「りぼん」（集英社）1987年5月号から7月号に連載された。

## あらすじ
ロサンゼルスの路上で倒れているところを発見された記憶喪失の少女。発見者は偶然にも行方不明だった彼女を探し続けていた弁護士のレーマン。彼女によると、少女の名はビアンカ・ベルサーチ、大富豪の孫娘だという。過去の記憶を取り戻せないまま、かつて暮らしていたはずの邸宅へ戻るビアンカ。そこで過ごすうちに断片的に過去の出来事が思い出されるが、思い出そうとすると頭がひどく痛み……。

## 登場人物
ビアンカ・ベルサーチ
大富豪の孫娘。16歳の誕生日に家出をして行方不明だった。唯一の遺産相続者。
ティモシー・ステファンス
腕の良い整形外科医。顔を大怪我したビアンカの手術をした。
エリノア・レーマン
ベルサーチ家の弁護士。行方不明だったビアンカを偶然発見する。
セルジオ・ベルサーチ
ベルサーチ財閥の会長。療養中。
ルチアーノ・ロッシ
セルジオの秘書。セルジオから絶大な信頼を得ている。イタリア移民の孤児だったところをセルジオに拾われ、ビアンカが見つからなければ、事業を引き継ぐはずだった。
トレーシィ・ジョーンズ
ビアンカのルームメイトだった女の子。

## 書誌情報
- 単行本：1988年4月 ISBN 4088534417
- 文庫版：1998年11月 ISBN 4086172607（『それすらも日々の果て』の文庫版に収録）